# معاهدة سيفر

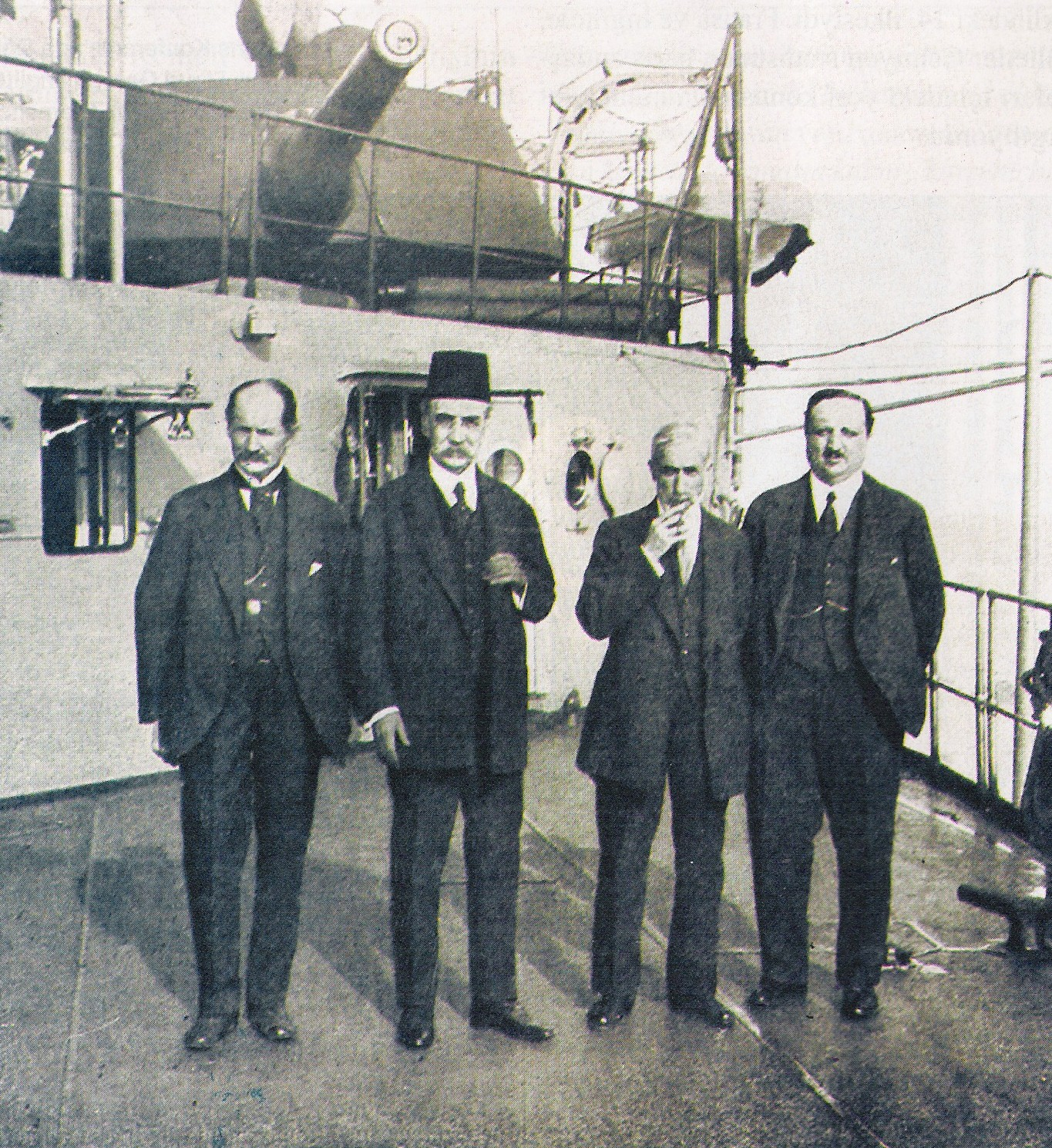
الوفد العثماني: (من اليسار) رضا توفيق والصدر الأعظم الداماد فريد باشا ثم مجهول ثم السفير رشيد خالص. أما العضو الرابع والغائب عن الصورة فهو وزير التعليم العثماني هادي باشا.

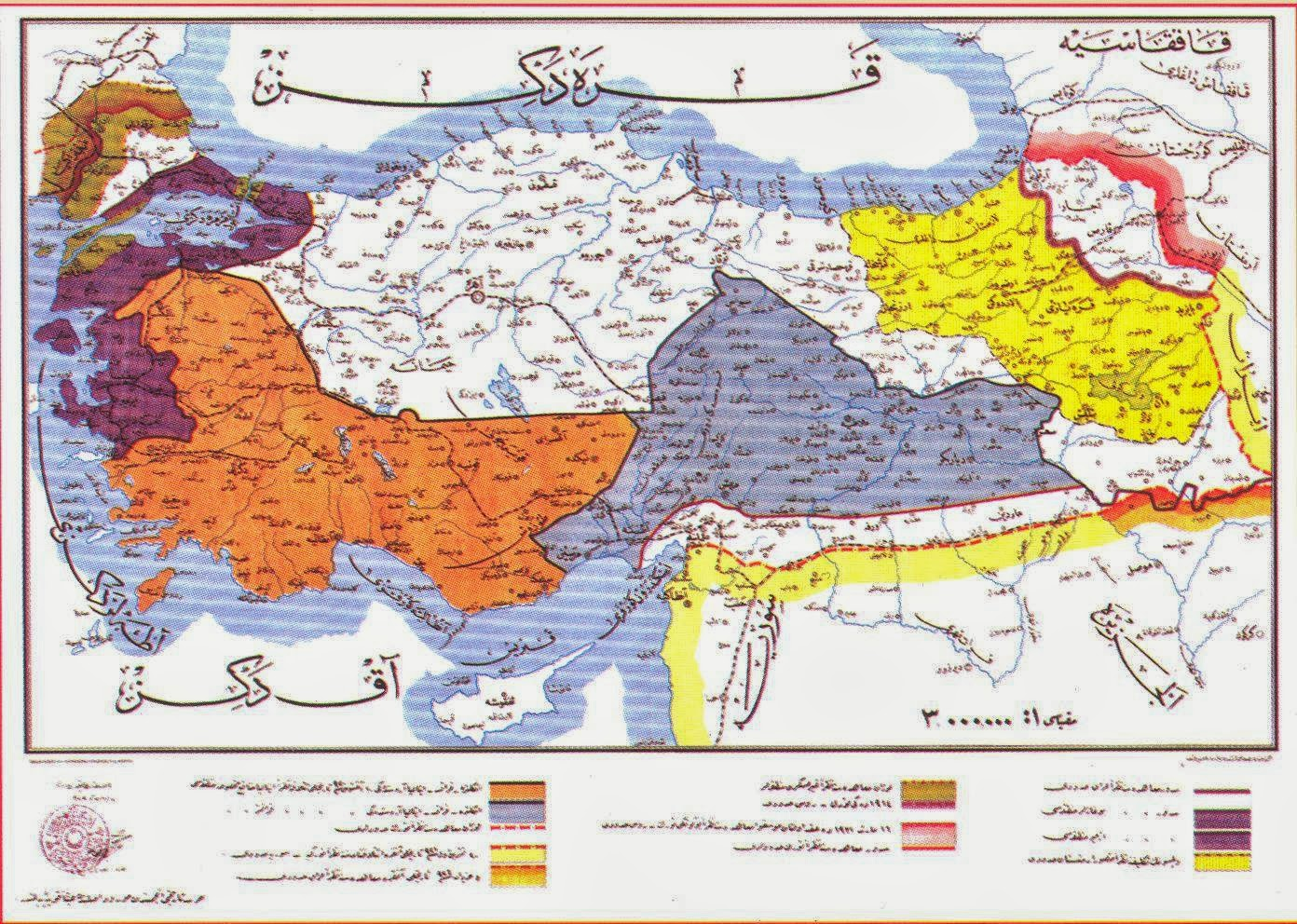
النسخة المعدلة لخريطة عام 1927 واستخدمها البرلمان التركي

معاهدة سيڨر هي واحدة من سلسلة معاهدات وقعتها دول المركز بتاريخ 10 أغسطس 1920 عقب هزيمتها في الحرب العالمية الأولى، وقد كانت مصادقة الدولة العثمانية عليها هي المسمار الأخير في نعش تفككها وانهيارها بسبب خسارة قوى المركز في الحرب العالمية الأولى، وتضمنت تلك المعاهدة التخلي عن جميع الأراضي العثمانية التي يقطنها غير الناطقين باللغة التركية، إضافة إلى استيلاء الحلفاء على أراض تركية، فقُسِّمت بلدان الشرق الأوسط حيث أخضعت فلسطين والعراق وشرق الأردن للانتداب البريطاني ولبنان وسوريا للانتداب الفرنسي. وقد ألهبت شروط المعاهدة حالة من العداء والشعور القومي لدى الأتراك، فجرّد البرلمان الذي يقوده مصطفى كمال أتاتورك مُوقّعي المعاهدة من جنسيتهم ثم بدأت حرب الإستقلال التركية التي أفرزت معاهدة لوزان حيث وافق عليها القوميون الأتراك بقيادة أتاتورك؛ ممّا ساعد في تشكيل الجمهورية التركية الحديثة.
وُقِّع، قبل معاهدة سيفر، على معاهدة فرساي مع الإمبراطورية الألمانية لإلغاء الإمتيازات الألمانية في الفلك العثماني ومنها الحقوق الإقتصادية والشركات. وفي ذات الوقت تم «اتفاق سري ثلاثي» بين بريطانيا وفرنسا وإيطاليا. تحصل بريطانيا بموجبه على الامتيازات النفطية والتجارية، وتُنقل ملكية الشركات الألمانية في الدولة العثمانية إلى شركات دول الاتفاق الثلاثي. ولكن تبقى شروط معاهدة سيڨر أشد وطئا على العثمانيين من شروط فرساي المفروضة على الألمان؛ وإن أخذت المفاوضات المفتوحة أكثر من خمسة عشر شهرا، بداية من مؤتمر باريس للسلام. استمرت المفاوضات في مؤتمر لندن، إلا أنها اتخذت شكلا واضحا بعد اجتماع رؤساء الوزراء في مؤتمر سان ريمو في أبريل 1920. وقد بدأت كل من فرنسا وإيطاليا وبريطانيا - سرا - محاولة تقسيم الدولة العثمانية منذ سنة 1915، ولكنها تأجلت لأن تلك القوى لم تتوصل إلى اتفاق فيما بينها، والذي كان متوقفا على حصيلة الحركة الوطنية التركية. وقد أُلغيت معاهدة سيڨر خلال حرب الاستقلال التركية واستبدلتها الأطراف بمعاهدة لوزان التي وقعت عليها واعتمدتها سنة 1923 و1924.
ووقع ممثلو الدول على معاهدة سيڨر في معرض لمصنع الخزف في سيڨر بفرنسا. حيث أرسل السلطان محمد السادس أربعة أشخاص للتوقيع على المعاهدة وهم: رضا توفيق والصدر الأعظم الداماد فريد باشا والسفير رشيد خالص ووزير التعليم العثماني هادي باشا، ووقع السير جورج ديكسون غراهام عن بريطانيا العظمى، ألكسندر ميلران عن فرنسا وولونجاري عن إيطاليا.
واستبعدت الولايات المتحدة، أحد اللاعبين الأساسيين في دول الحلفاء، من المعاهدة. كما واستبعدت أيضا روسيا بسبب توقيعها على معاهدة برست ليتوفسك مع الدولة العثمانية سنة 1918. بالنسبة لباقي دول الحلفاء، فقد رفضت اليونان الحدود المرسومة ولم تصدّق على المعاهدة. ووقع أفتيس أهارونيان رئيس الوفد الأرمني على تلك المعاهدة؛ وهو نفسه الذي وقع على معاهدة باطوم في 4 يونيو 1918. وقد تمكنت الدولة العثمانية في تلك المعاهدة، بسبب إصرار الصدر الأعظم طلعت باشا، من استعادة أراضٍ احتلتها روسيا في الحرب الروسية التركية (1877-1878) وبالذات أرداهان وكارس وباطومي.

## أهداف الحلفاء
حدد زعماء كل من فرنسا وبريطانيا والولايات المتحدة أهدافا متباينة في ما يتعلق بالدولة العثمانية في مؤتمر باريس للسلام 1919. إلا أن الموضوع المشترك هو أن رجل أوروبا المريض قد وصل نهايته. ومع ذلك فقد صدم الحلفاءُ المجتمعَ الدولي عندما أقرّوا في المعاهدة الإبقاء على الحكومة العثمانية في العاصمة إسطنبول. وقد هدد الحلفاء بطرد العثمانيين من أوروبا إن لم يوقعوا على المعاهدة، ومن شدة تلك الشروط المفروضة أن السياسة البريطانية نجحت نوعا ما في خنق رجل أوروبا المريض في آسيا الصغرى. وقد قررت الولايات المتحدة ــ التي رفض الكونغرس فيها وصاية أرمينيا ــ الخروج من موضوع تقسيم الدولة العثمانية، حيث أنها تريد سلاما دائما في أسرع وقت ممكن مع دفع تعويض مالي عن نفقاتها العسكرية. ولكن وبعد أن رفض الكونغرس الأمريكي طلب ويلسون ولاية أرمينيا، بقي أمله في إشراك رئيس الوزراء اليوناني القوي إلفثيريوس فينيزيلوس في المعاهدة.
وقد قضت المعاهدة بفصل الولايات العربية عن الدولة العثمانية، حيث أخذت بريطانيا وفرنسا كلا من العراق والشام لتصبح خاضعة للإنتداب، كما نصت الإتفاقية على وضع البوسفور والدردنيل تحت إدارة دولية، وعلى إعطاء جزر دوديكانيسيا لإيطاليا والتي كانت تحتلها بالفعل قبل الحرب العالمية الأولى.

## أطراف المعاهدة
شارك في المؤتمر مندوبون عن 27 دولة، ولم يُدعَ مندوب الاتحاد السوفيتي. كما لم يدع إلى المؤتمر مندوبون عن الدول المهزومة في الحرب بل كان عليها أن توقع على الوثائق بعد إعدادها؛ لأن السلام فرض فرضاً ولم يكن نتيجة مفاوضات. عززت المعاهدة في تقسيم الدولة العثمانية حسب الاتفاقيات السرية بين دول الحلفاء. ومن ضمن الأطراف:

### أرمينيا

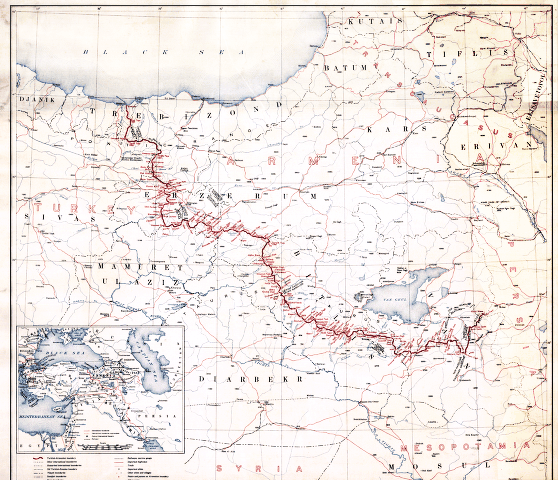
جمهورية الأرمينية الأولى – الحدود الغربية التي حددها وودرو ويلسون

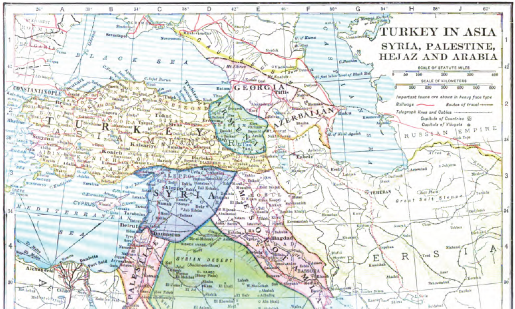
خريطة تظهر "أرمينيا الويلسونية" التي أعطيت لجمهورية أرمينيا الأولى.

اعتُرِف بأرمينيا، بوصفها دولة أسستها الأطراف الموقعة (القسم السادس «أرمينيا»، البنود 88-93).

### الدولة العثمانية

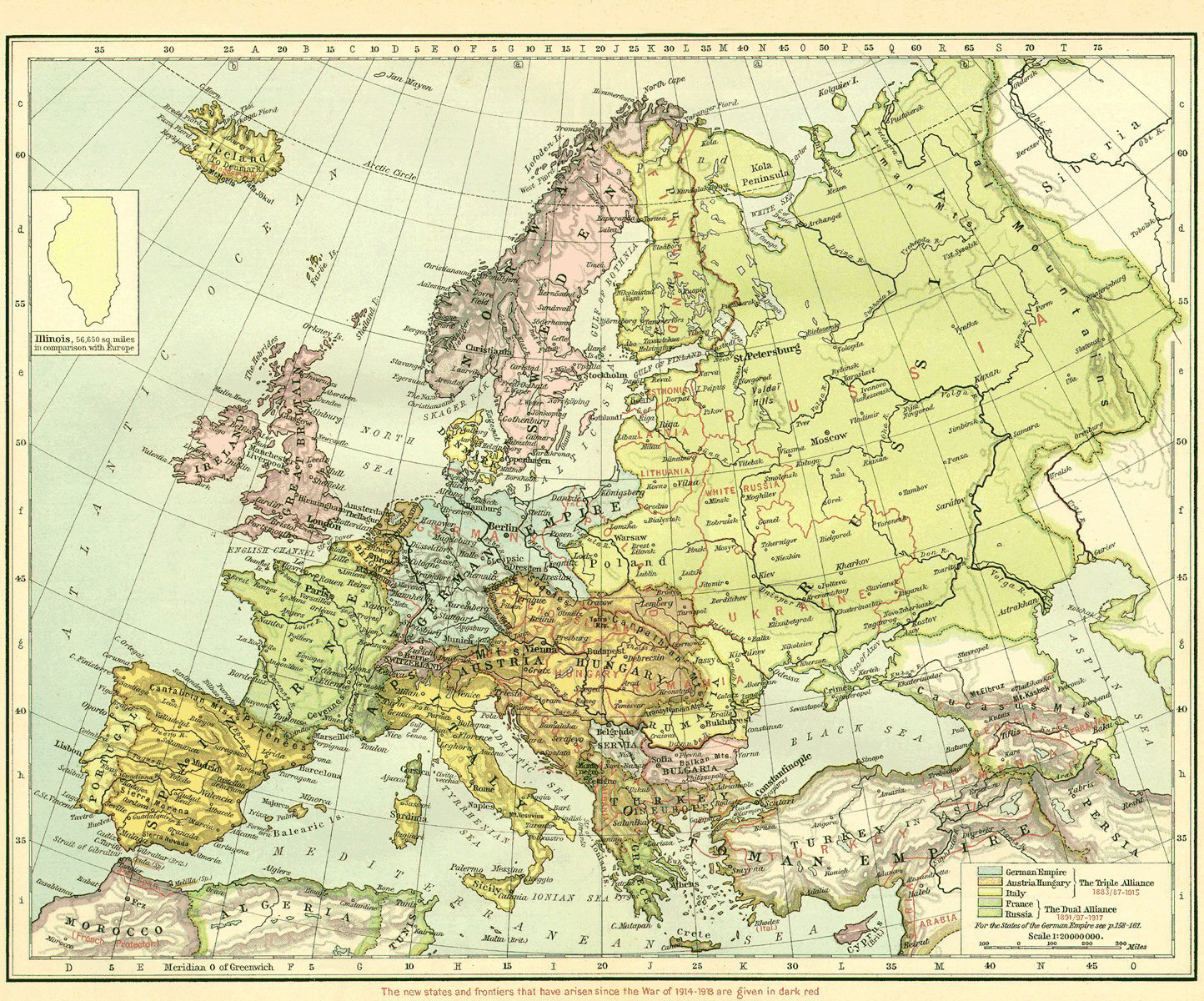
خريطة في 1918 تبين أوروبا قبيل الحرب العالمية الأولى وتظهر باللون الأحمر الدول الجديدة التي تشكلت بعد الحرب حيث تظهر الحدود التي شكلتها معاهدة سيفر

حاول الحلفاء السيطرة على موارد الدولة، وعمل رقابة مالية كاملة وصولا إلى القبول والإشراف على ميزانية الدولة والقوانين المالية ولوائحها، والهيمنة التامة على البنك العثماني. وقد أعيد تشكيل إدارة الدين العام العثماني (أسست في 1881) لتشمل حاملي السندات من الجنسية البريطانية والفرنسية والإيطالية فقط. حيث بدأ الدين العثماني زمن حرب القرم (1854-1856) حينما اقترضت الدولة أموالا لتمويل الحرب ومعظمها من فرنسا. ثم قرر مؤتمر لوزان أن جمهورية تركيا مسؤولة عن الالتزام بـ 67٪ من ديون ماقبل الحرب العظمى. ولكن المشكلة كانت في كيفية الدفع، وقد حلت تلك المسألة سنة 1928‏. كما استعيدت تنازلات الدولة العثمانية التي ألغاها طلعت باشا سنة 1914. ثم إمتدت الهيمنة إلى التحكم برسوم الاستيراد والتصدير وإعادة تشكيل النظام الانتخابي والتمثيل النسبي «للأعراق» داخل السلطنة. وطُلب من السلطنة منح حرية عبور الأشخاص والبضائع والسفن وغيرها التي تمر عبر أراضيها. بحيث تكون البضائع العابرة خالية من جميع الرسوم الجمركية. وكذلك منعت الدولة من عمل أي تطوير مستقبلي للنظام الضريبي أوالجمارك أو عمل إقتراض داخلي أو خارجي أو أي تنازل دون الحصول على موافقة لجنة المالية لقوات الحلفاء. ولقطع الطريق أمام أي اختراق اقتصادي لألمانيا أو النمسا-المجر أو بلغاريا لتركيا؛ فقد طالبت المعاهدة السلطنة بتصفية ممتلكات مواطني تلك الدول في أراضيها، وتقديم تلك التصفية إلى لجنة التعويضات. أما ملكية سكة حديد بغداد فقد خرجت من السيطرة الألمانية.

#### القيود العسكرية
حددت المعاهدة أن لا يزيد تعداد الجيش العثماني على 50,700 عسكري. أما البحرية العثمانية فتبقي على سبعة سفن حراسة وستة زوارق طوربيد. وحظر عليهم الحصول على سلاح جو. وتضمنت المعاهدة أيضا وجود لجنة مشتركة بين الحلفاء للرقابة والتنظيم والإشراف على تنفيذ البنود العسكرية.

#### المحاكمات الدولية
طالبت المعاهدة تحديد المسؤولين عن «الأساليب الهمجية وغير الشرعية للحرب [بما فيها] جرائم ضد القانون وأعراف الحرب والمبادئ الإنسانية». فطلبت المادة 230 من المعاهدة من السلطنة العثمانية «تسليم دول الحلفاء جميع الأشخاص المطلوبين لديها لمسؤوليتهم عن المجازر التي إرتكبت خلال استمرار حالة الحرب على الأراضي التي شكلت جزءا من الدولة العثمانية في 1 أغسطس 1914». إلا أن محكمة الحلفاء المشتركة - التي طالبت معاهدة سيڨر بالإبقاء عليها - قد عُلقت وللأبد.

### فرنسا و بريطانيا (منطقة نفوذ)
إحتلت فرنسا سوريا والأجزاء المجاورة لجنوب شرق الأناضول، ومنها عنتاب وأورفة وماردين. وعُدَّت منطقة قيليقية ومنها أضنة وديار بكر ومنطقة كبيرة من وسط شرق الأناضول مرورا إلى الشمال حتى سيواس وتوقات هي منطقة نفوذ فرنسي.
أما بريطانيا فقد احتلت فلسطين و مناطق من الأردن و أرغمتهم على الإنتداب ، و قد هيأت الظروف بعد ذلك لتُقيم دولة إسرائيل على الأراضي الفلسطينية بعد الحرب العالمية الثانية (عام 1948).

### اليونان (منطقة ازمير)

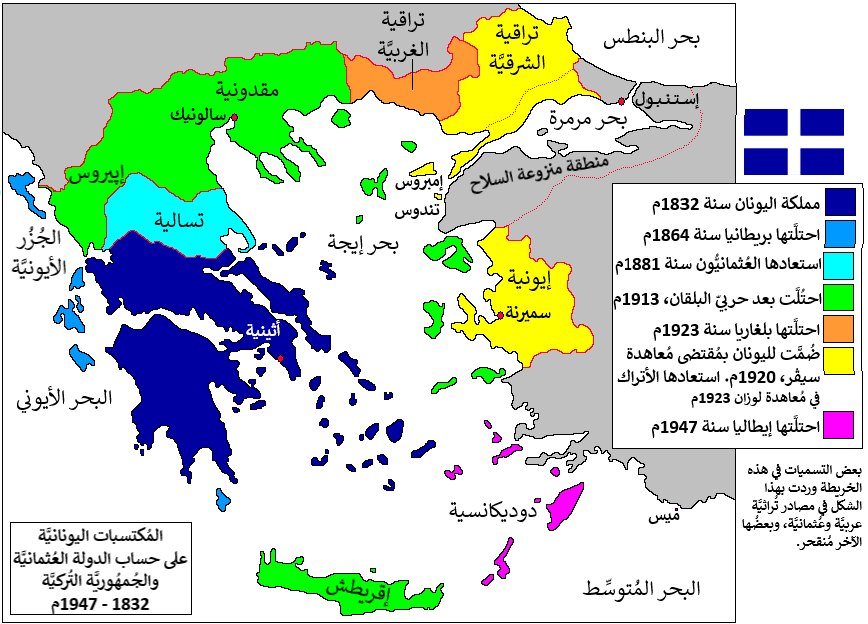
تمدد اليونانيين من 1832-1947, المناطق باللون الأصفر هي مناطق أهدتها معاهدة سفير لليونان ولكنها خسرتها في 1923.

أنشأ الاحتلال اليوناني لأزمير إدارة حكم بتاريخ 21 مايو 1919. ثم أعقبها إعلان المنطقة محمية في 30 يوليو 1922، حيث نقلت المعاهدة «ممارسة أزمير حقوقها السيادية إلى برلمان المحلي» ولكن تبقى المنطقة تحت حكم السلطنة العثمانية. ووفقا لنصوص المعاهدة فإن البرلمان المحلي يدير المدينة لمدة خمس سنوات ثم يكون لأهالي أزمير الفرصة في استفتاء ما إذا كانوا يرغبون بالانضمام إلى اليونان أو البقاء تحت الدولة العثمانية. وستشرف عصبة الأمم على هذا الاستفتاء. وإن أبقت المعاهدة إدارة اليونان على قطاع أزمير، ولكن تبقى تحت السيادة التركية.

### إيطاليا (منطقة النفوذ)
أكدت إيطاليا على حيازتها لجزر دوديكانيسيا (وكانت بالفعل تحوزها خلال الحرب العثمانية الإيطالية سنة 1911-1912)، وبالرغم من معاهدة أوشي إلا أن إيطاليا أُجبرت على إعادة الجزر إلى السلطنة، لكن إيطاليا أعلنت بأن أجزاء كبيرة من جنوب ووسط غرب الأناضول (الساحل التركي للمتوسط والداخل) ومعها ميناء أنطاليا ومدينة قونية العاصمة التاريخية للسلاجقة، مناطق نفوذ لها. وقد وعد الحلف الثلاثي في اتفاقية لندن بإعطاء مقاطعة أنطاليا إليها، حيث رغبت السلطات الاستعمارية الإيطالية أن تصبح المنطقة مستعمرة باسم ليقيا.

### كردستان
من حق سكان إقليم كردستان إجراء استفتاء لتقرير مصير الإقليم الذي يضم ولاية الموصل وفقا للبنود 62-64 من الفقرة الثالثة. إلا أنه لم يكن هناك اتفاق عام بين الأكراد على شكل الحدود بسبب التفاوت بين مناطق سكن الأكراد وحدود المنطقة السياسية والإدارية. إلا أن شريف باشا العضو في جمعية صعود كردستان (Kürdistan Teali Cemiyeti) قد اقترح في مؤتمر باريس للسلام 1919 خطوطا عريضة لكيان كردستان حيث أوضح حدود المنطقة على النحو التالي:
"تبدأ حدود كردستان حسب وجهة النظر العرقية إلى الشمال من زيفان على حدود القوقاز ثم تتجه غربا إلى أرضروم وأرزينجان وكيماخ وأربغير وبسني ودفريقي، ثم جنوبا حيث يتبع خط حران جبل سنجار وتل الأصفر وأربيل والسليمانية ثم سنانداج. وشرقا رافاندز وباشقلعة ووزيرقلعة، وما يسمى بالحدود الفارسية حتى جبل أرارات."
تسببت تلك الخريطة بنشوب خلافات مع جماعات كردية أخرى، لأنها استبعدت منطقة وان (ربما كانت مجاملة لمطالب الأرمن بتلك المنطقة). وقد اقترح أمين علي بدرخان خارطة بديلة تضمنت منطقة وان ومنفذا إلى البحر عبر مقاطعة هاتاي (أو الإسكندرون). ووسط إعلان مشترك للوفدين الكردي والأرمني فقد أسقطت مطالب الكرد لولاية أرضروم وساسون، وإن استمرت نقاشات سيادة الأكراد على أغري وموش.
لكن معاهدة سيڨر لم تؤيد تلك المقترحات، لأنها وضعت خطوطا عريضة لدولة كردستان مقتطعة من الأراضي التركية (وأخرجت أكراد إيران وكذلك أكراد العراق وسوريا اللذين تسيطر عليهما كل من بريطانيا و فرنسا). ومع ذلك لم تنفذ تلك الخطة أبدا؛ حيث اتًّفِق على الحدود الحالية بين العراق وتركيا في يوليو 1926،  وأعطى البند 63 صراحة الضمانات والحماية الكاملة للأقلية السريانية، ولكن ذلك ألغي في معاهدة لوزان.

## خسائر وتنازلات عثمانية إقليمية
| التاريخ            | الدول كم2                                        | الدول كم2                                        | الدول كم2                                        | الدول كم2                                        | الدول كم2                                        | الدول كم2                                        | الدول كم2                                        | الدول كم2                                        |
| ------------------ | ------------------------------------------------ | ------------------------------------------------ | ------------------------------------------------ | ------------------------------------------------ | ------------------------------------------------ | ------------------------------------------------ | ------------------------------------------------ | ------------------------------------------------ |
| 1914               | الدولة العثمانية 1,589,540 كيلومتر (987,690 ميل) | الدولة العثمانية 1,589,540 كيلومتر (987,690 ميل) | الدولة العثمانية 1,589,540 كيلومتر (987,690 ميل) | الدولة العثمانية 1,589,540 كيلومتر (987,690 ميل) | الدولة العثمانية 1,589,540 كيلومتر (987,690 ميل) | الدولة العثمانية 1,589,540 كيلومتر (987,690 ميل) | الدولة العثمانية 1,589,540 كيلومتر (987,690 ميل) | الدولة العثمانية 1,589,540 كيلومتر (987,690 ميل) |
| 1918 (معاهدة سيڤر) | الدولة العثمانية 453,000 كـم2 (174,900 ميل2)     | أرمينيا الويلسونية 160,000 كـم2 (60,000 ميل2)    | سوريا 350,000 كـم2 (136,000 ميل2)                | بلاد الرافدين 370,000 كـم2 (143,000 ميل2)        | الحجاز 260,000 كـم2 (100,000 ميل2)               | عسير 91,000 كـم2 (35,000 ميل2)                   | اليمن 190,000 كـم2 (75,000 ميل2)                 |                                                  |

### منطقة المضائق

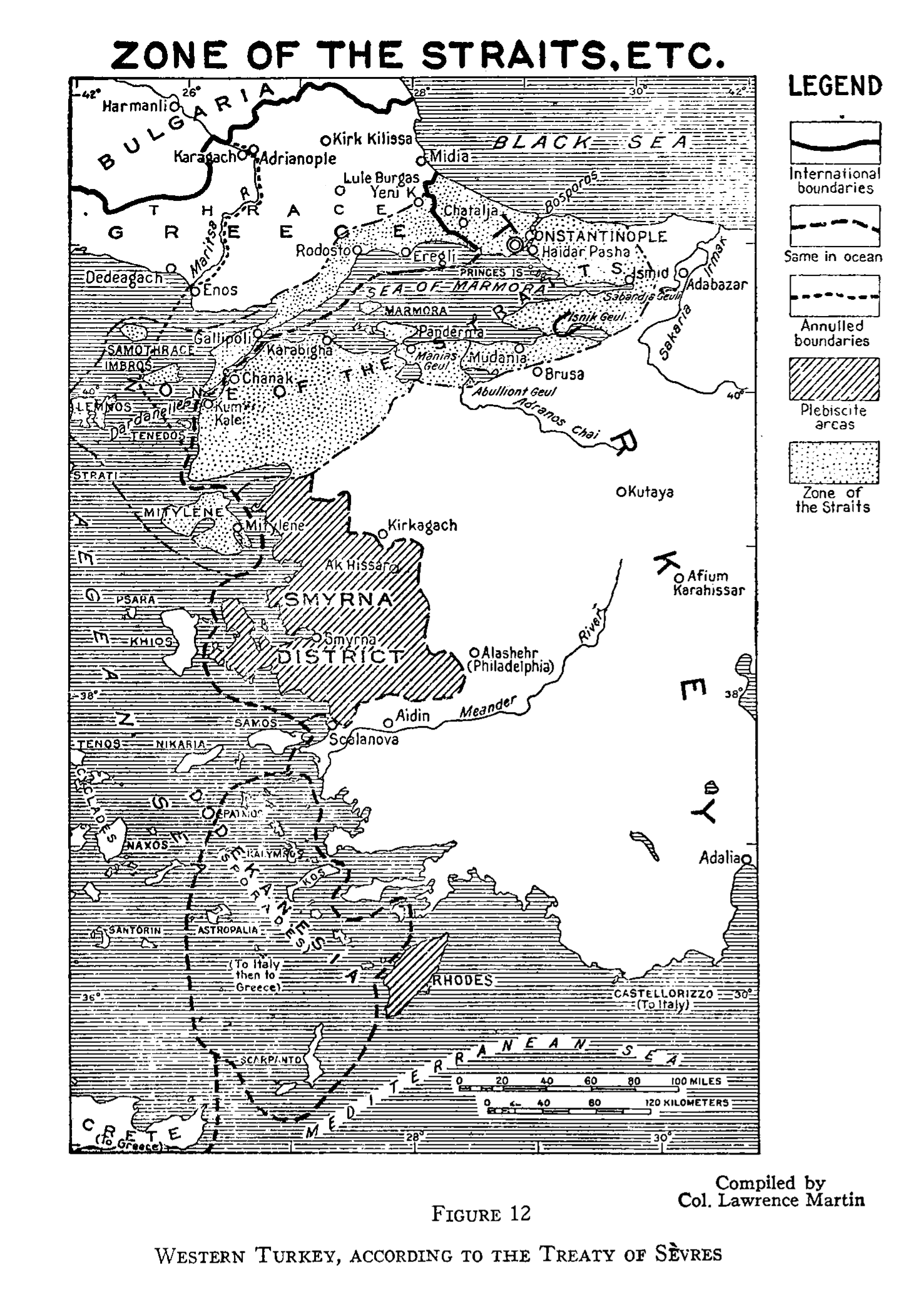
خريطة (رُسمت عام 1920) لغرب تركيا، توضح منطقة المضائق بمقتضى معاهدة سيڤر.

خُطِّط لإنشاء منطقة المضائق وتشمل البوسفور والدردنيل. وكانت أهم نقاط المعاهدة هي جعل الملاحة في مضيق الدردنيل مفتوحة لجميع السفن التجارية والعسكرية بغض النظر تحت أي علم زمن السلم والحرب، وهذا يعني واقعيا تدويل المضائق. وأيضا يجب ألا تخضع تلك المنطقة لأي حصار، ويمنع حدوث أي عمل من أعمال الحرب إلا تحت بند قرارات عصبة الأمم. وهذا الأمر يشمل بحر مرمرة إضافة إلى المضائق (بوسفور والدردنيل).

### مناطق حرة
أُعلِن عن وجود موانئ سيكون لها اهتمام دولي، وسيكون لعصبة الأمم الحرية الكاملة والمطلقة في التصرف بها وخصوصا في الرسوم. كما أعلن عن مناطق تُسمّى  «المناطق الحرة»، وهي مرافق لتنفيذ الأمور الاقتصادية في الأماكن التجارية ذات الأهمية الاستراتيجية. وتلك الموانئ هي: إسطنبول من ضاحية سانت ستيفانو (يشيلكوي حاليا) حتى دولمه باهتشه وحيدر باشا وأزمير والإسكندرونة وحيفا والبصرة وطرابزون، وباطومي.

### تراقيا
مُنحت اليونان في المعاهدة منطقة تراقيا حتى خط تشاتالجا وجزر إمبروس وتنيدوس وجزر خليج مرمرة. أما حدود الجزر البحرية فقد أعلن أنها حدود دولية وترك حكمها إلى إدارة «منطقة المضيق».

### أرمينيا

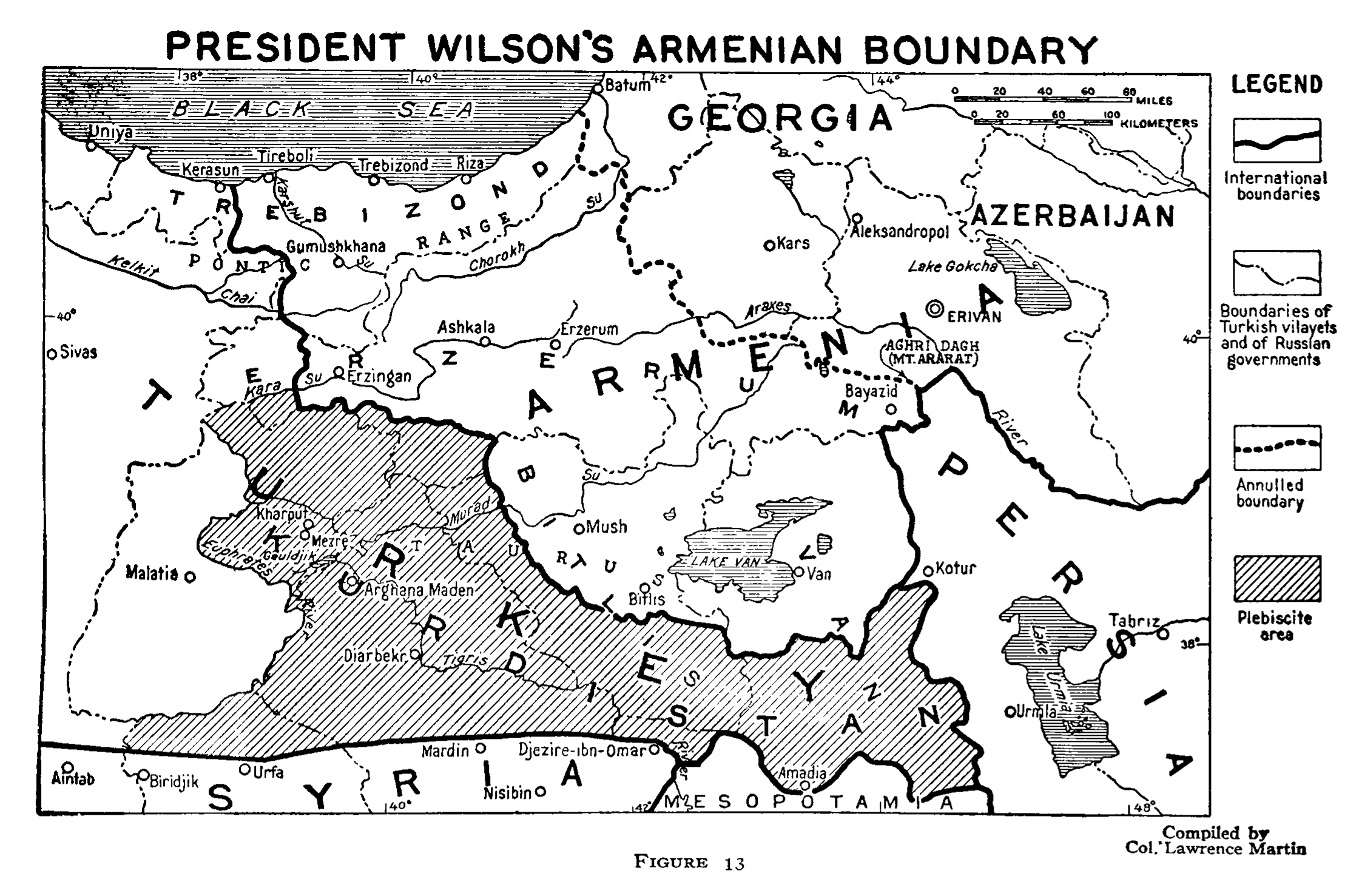
خريطة لشرقي تركيا (رسمت سنة 1920) تظهر فيها تمدد أرمينيا حسب قرار الرئيس ويلسون في معاهدة سيفر.

طلب الرئيس الأمريكي وودرو ويلسون في تلك المعاهدة بإعطاء أرمينيا مساحة كبيرة من الأراضي العثمانية والتي سميت «بأرمينيا الويلسونية». من ضمنها أراض ليس بها غالبية أرمنية مثل ميناء طرابزون على البحر الأسود.

### الانتداب البريطاني على العراق وفلسطين
كُتبت تفاصيل الانتداب البريطاني على العراق في المعاهدة بمؤتمر سان ريمو بتاريخ 25 أبريل 1920. فكانت البداية حيث نالت شركة النفط التركية والتي تسيطر عليها بريطانيا (TPC) امتياز التنقيب عن النفط بالمنطقة من ولاية الموصل. وبعد زوال الدولة العثمانية مع هذه المعاهدة، عقد المفاوضون البريطاني والعراقي مناقشات قاسية حول امتياز نفطي جديد. واستعمل البريطانيون سياسة لي الذراع حيث جرى تصويت في عصبة الأمم بشأن التصرف بولاية الموصل فخشيت الحكومة العراقية أنها ستفقدها بدون دعم الإنجليز لهم. لذا ففي مارس 1925 أعيدت تسمية شركة النفط التركية إلى شركة نفط العراق، ومنح لها الامتياز التام والكامل لمدة 75 عاما.
أما في فلسطين فقد اعتمدت المبادئ وعد بلفور الثلاثة بشأن فلسطين في معاهدة سيفر:
البند 95
اتفقت الأطراف المتعاقدة العليا من خلال تطبيق أحكام البند 22 أن تتعهد بإقامة إدارة في فلسطين ضمن حدود تحددها دول الحلفاء، وسيختار الحلفاء الدولة التي ستنتدب فلسطين، بحيث تتحمل تلك الدولة المنتدبة مسؤولية تنفيذ الإعلان الصادر في 2 نوفمبر 1917 (وعد بلفور) الذي التزمت به الحكومة البريطانية واعتمده باقي الحلفاء، والقاضي  بالرغبة في إنشاء وطن قومي لليهود في فلسطين، على أن يكون واضحا وجليا أنه لن يكون ذلك من شأنه أن ينتقص من الحقوق المدنية والدينية للطوائف غير اليهودية الموجودة في فلسطين، أو الحقوق أو الوضع السياسي الذي يتمتع به اليهود في أي بلد آخر.
وقد أضحت فلسطين رسميا تحت الانتداب البريطاني.

### الانتداب الفرنسي على سوريا ولبنان
ثبّت الفرنسيون انتدابهم على لبنان وسوريا في مؤتمر سان ريمو، حيث ضمت المنطقة الواقعة بين نهر الفرات والصحراء السورية شرقا والبحر المتوسط غربا وتمتد إلى حوران جنوبا. مساحة الأرض حوالي 60,000 ميل2 (160,000 كـم2) وسكانها عددهم حوالي 3,000,000. سوريا الكبرى ولبنان والتي وضعتها عصبة الأمم تحت الوصاية، بحيث قسمها الفرنسيون إلى أربع حكومات أو كيانات كالتالي: حكومة حلب من منطقة الفرات إلى البحر الأبيض المتوسط. لبنان الكبير من طرابلس إلى فلسطين. دمشق وتضم دمشق وحماة وحمص وحوران، ودولة جبل الدروز.

## مصير المعاهدة
أثارت تلك المعاهدة - ولا تزال قيد النقاش - مشاكل جمة في تركيا، حيث تسببت بانفصال الحركة التركية الوطنية بقيادة كمال أتاتورك باشا عن الباب العالي في إسطنبول، وأقامت برلمانا في أنقرة في أبريل 1920. وفي 18 أكتوبر من نفس السنة أبدلت حكومة الداماد فريد پاشا بحكومة مؤقتة بقيادة الصدر الأعظم أحمد توفيق باشا الذي أعلن عن نيته لدعوة مجلس الشيوخ للانعقاد بهدف التّصديق على المعاهدة بشرط تحقيق الوحدة الوطنية. وهذا يتطلب سعي الحكومة للتعاون مع مصطفى كمال، إلا أن كمال أعرب عن ازدرائه للمعاهدة وبدأ بهجوم عسكري. ونتيجة لذلك، أرسلت الحكومة التركية مذكرة إلى الحلفاء قائلة أن التصديق على معاهدة الآن يعتبر ضربا من المستحيل.
وبالنهاية انتصر مصطفى كمال في حرب الاستقلال وأجبر حلفاء الحرب العالمية الأولى بالعودة إلى طاولة المفاوضات. وفي سوريا فلم يكن للعرب الاستعداد لقبول حكما فرنسيا عليهم، أما في الموصل فقد هاجم الأتراك البريطانيين في مناطق حول الموصل، وحمل أهل العراق السلاح ضد الحكم البريطاني .

## المعاهدات اللاحقة
خاض الجيش التركي حربا ضد القوات اليونانية والأرمنية والفرنسية وتمكن من الانتصار عليهم وتأمين أراض مقاربة لأراضي تركيا الحالية، حيث كان الهدف هو تحقيق ميثاق الأمة.
ومن ناحية العلاقات الدولية، تمكنت الحركة الوطنية التركية من تطوير علاقاتها الدولية فوقعت معاهدة موسكو مع الاتحاد السوفياتي في 16 مارس 1921، واتفاق أنقرة مع فرنسا فأنهت حربهم الدائرة بينهم، ومعاهدة ألكسندروبول مع الأرمن ومعاهدة قارص التي حددت حدودها الشرقية.
أما الأعمال العدائية ضد بريطانيا حول المنطقة المحايدة في المضائق قد أنهيت أزمة جناق بصعوبة في سبتمبر 1922 بعدما أبرمت اتفاقية مودانيا في 11 أكتوبر، فأجبرت المعاهدة الحلفاء على العودة إلى طاولة المفاوضات مع الأتراك في نوفمبر 1922، مما توج بظهور معاهدة لوزان سنة 1923، التي حلت محل معاهدة سيڨر فتمكن الأتراك من استعادة أراضٍ شاسعة في الأناضول وتراقيا.